# تاغ‌لی
تاغ‌لی (ترکی آذربایجانی: Tağlı) یک منطقهٔ مسکونی در جمهوری آرتساخ است که در استان کاشاتاق واقع شده‌است.